# 特文·麦克
特文·斯坦冯泰·麦克（1997年5月1日—）為美國男子籃球運動員，現效力於吉達伊蒂哈德。

## 大學生涯
起初大學麦克承諾就讀維吉尼亞聯邦大學，但隨著維吉尼亞聯邦大學教練接任得克薩斯大學奧斯汀分校教練，麦克改入讀得克薩斯大學奧斯汀分校。2017年1月大二賽季，麦克因違反隊規被禁賽，錯過剩餘兩個月賽程。接著麦克轉學到阿拉巴马大学，2017-18賽季因轉學無參賽資格，2019年麦克完成阿拉巴马大学學位後進入克莱门森大学就讀。

## 職業生涯
2021年1月，麦克與普里斯提納簽約展開職業生涯。2021年7月，奧蘭迪納與麦克簽下一年合約。2023年1月，里斯本體育簽下麦克。2023年2月，帕特雷阿波羅引進麦克。2023年10月，中国男子篮球职业联赛天津先行者註冊麦克。2023年11月，天津先行者取消註冊麦克。2023年12月，麦克加入卡爾季察。2024年10月，的黎波里國民引進麦克。2024年12月，台灣職業籃球大聯盟新北中信特攻簽下麦克，中文登錄名為「德芬」。2025年1月24日，新北中信特攻宣布與麦克解除合約。3月11日，麦克與吉達伊蒂哈德簽約。

## 外部連結
- 特文·麦克在fiba.basketball（英语）
- 特文·麦克在中国男子篮球职业联赛
- 特文·麦克在台灣職業籃球大聯盟
- 特文·麦克在Basketball-Reference.com（國際）（英语）
- 特文·麦克在Sports-Reference.com（NCAA）（英语）
- 特文·麦克在Eurobasket.com（球員）（英语）
- 特文·麦克在Proballers（英语）
- 特文·麦克在Proballers（英语）
- 特文·麦克在RealGM（英语）
- 特文·麦克在中国篮球数据库
- 特文·麦克在Flashscore（英语）